# Атаба
Атаба, в нижнем течении Бембеа — горная река в северной Эфиопии, левый приток реки Тэкэзе.

## География
Исток находится на Эфиопском нагорье, у подножия гор Берокуоха (4507 м) Вака (4459 м), и протекает в высогорном ущелье со значительным перепадом высот. Общая протяжённость реки — более 28 км.
Рядом с рекой расположены населённые пункты Донкоски, Абена, Атаба, Ади-Ур, Глака.
В реку впадает множество безымянных притоков, в нижнем течении река меняет название на Бембеа.